# حدبة آل شرمان (القطن)
'

تعديل مصدري - تعديل

حدبة ال شرمان هي إحدى قرى عزلة القطن بمديرية القطن التابعة لمحافظة حضرموت، بلغ تعداد سكانها 31 نسمة حسب تعداد اليمن لعام 2004.